# Stephen Wiltshire
Stephen Wiltshire (24 de abril de 1974) es un artista diagnosticado con autismo y síndrome del sabio. Wiltshire nació en Londres, Inglaterra. Es conocido por su habilidad para dibujar un paisaje (especialmente con motivos arquitectónicos o urbanísticos) después de haberlo visto solo una vez , Estudió Bellas Artes en City & Guilds Art College. Su obra es popular en todo el mundo, y se mantiene en un número de importantes colecciones.

## Infancia
Wiltshire no hablaba, y a la edad de tres años fue diagnosticado como autista. El mismo año, su padre murió en un accidente de motocicleta. A los cinco años, fue enviado a la escuela Queensmill de Londres, donde expresó su interés por el dibujo. Comenzó a comunicarse a través de su arte. A los ocho años empezó a dibujar coches y paisajes urbanos después de un imaginario terremoto.
Sus maestros le animaron a dibujar, y con su ayuda Wiltshire aprendió a hablar a la edad de nueve años. Cuando tenía diez años, Wiltshire dibujó una secuencia de dibujos de los monumentos de Londres; uno para cada letra, que él llamó un "Alfabeto de Londres".

## Repercusión mediática
En 1987, Wiltshire fue parte de un programa de la BBC The Foolish Wise Ones. Una colección de sus obras, llamada "dibujos", fue publicado ese mismo año. Wiltshire puede mirar a un objeto una vez y luego dibujar una imagen precisa y detallada del mismo. En una ocasión dibujó la totalidad del centro de Londres después de sobrevolarlo en helicóptero ( así es como conoció Londres, cosa que quería hacer desde que era pequeño ). También puede hacer escenas imaginarias, como la catedral de St. Paul's, rodeado por las llamas. En 2003 se realizó una gran retrospectiva de su obra en la galería Orleans House en Twickenham, Londres.
El trabajo de Stephen ha sido objeto de numerosos documentales de televisión. Oliver Sacks, neurólogo, escribe sobre él en el capítulo "prodigios", en su libro Un antropólogo en Marte.
Libros de Wiltshire incluyen Dibujos (1987), Ciudades (1989), Las ciudades flotantes (1991), y el sueño americano Stephen Wiltshire (1993). Su tercer libro, Las ciudades flotantes (Michael Joseph, 1991), fue número uno en la lista del Sunday Times best-sellers.
Entre 1995 y su graduación en 1998, Wiltshire asistió a la Ciudad y los Gremios de la Escuela de Arte de Londres en Lambeth, al sur de Londres.